# Sediul Academiei de Științe a Moldovei
Sediul Academiei de Științe a Moldovei este o clădire amplasată pe bd. Ștefan cel Mare și Sfânt, 1 în Chișinău, Republica Moldova. Este un monument arhitectural de importanță națională inclus în Registrul monumentelor Republicii Moldova ocrotite de stat cu nr. 384.7 (municipiul Chișinău). Datează din 1951-1955.